# L'isola dei famosi (dodicesima edizione)
La dodicesima edizione del reality show L'isola dei famosi è andata in onda in prima serata su Canale 5 dal 31 gennaio al 12 aprile 2017. Si è trattata della terza edizione trasmessa da Mediaset, con la conduzione di Alessia Marcuzzi per la terza volta consecutiva, affiancata in studio dall'opinionista Vladimir Luxuria, e con la partecipazione dell'inviato Stefano Bettarini. È durata 72 giorni, ha avuto 14 naufraghi e 11 puntate e si è tenuta presso Cayos Cochinos (Honduras). 
Le vicende dei naufraghi sono state trasmesse da Canale 5 in prima serata con variazioni nelle serate del lunedì (puntate 2-4), del martedì (puntate 1, 5-10) e del mercoledì (undicesima ed ultima puntata), mentre la trasmissione delle strisce quotidiane nel day-time è stata affidata a Canale 5, a Italia 1 e a La5 dal lunedì al venerdì. 
L'edizione si è conclusa con la vittoria di Raz Degan, che si aggiudicato il montepremi di 100000 €.

## Produzione
La produzione del programma per questa nuova stagione aveva deciso di far gareggiare in coppia Wanna Marchi e la figlia Stefania Nobile. Tale notizia, rimbalzata tra giornali, siti internet e TV, in particolar modo da Striscia la notizia, la quale ha combattuto contro questa scelta anche in merito alle battaglie passate della trasmissione contro i reati di truffa delle Marchi, ha indignato l'opinione pubblica, con la conseguenza scelta da parte di Magnolia di ritirare la candidatura di madre e figlia come naufraghe del reality show. Successivamente Mediaset ha fatto sapere tramite un comunicato stampa che la loro partecipazione sarebbe stata inopportuna. Tale decisione, inoltre, avrebbe creato anche malumori tra il cast. Anche Andrea Roncato e Gigi Sammarchi sono stati contattati dalla produzione, ma hanno rifiutato.
Altra decisione che ha fatto discutere è stata la scelta da parte di Mediaset del cambio di inviato. Dopo due stagioni, Alvin, a causa di altri impegni televisivi, lascia il posto a Stefano Bettarini (dopo alcune prime voci che volevano Rocco Siffredi o Giulio Berruti nel ruolo di inviato, poi smentite). Le polemiche si sono sollevate per il fatto che egli, essendo stato pochi mesi prima un concorrente del Grande Fratello VIP, si era espresso in maniera ingiuriosa verso le donne e in particolare verso l'ex moglie Simona Ventura. Durante il reality, Bettarini è stato criticato da più parti (persino dalla stessa Luxuria, durante una puntata) per il suo scarso eloquio e le sue spiegazioni piuttosto farraginose e confuse di come dovevano andare svolte le prove, causando (soprattutto nelle prime puntate) errori da parte dei concorrenti mentre vi partecipavano. Per questo motivo, come confermato da Giacomo Urtis in un'intervista, i concorrenti, a telecamere spente, sono stati affiancati da un autore che spiegava a essi le prove in modo più chiaro.
Un'altra scelta di minore entità ma criticata è stato il fatto di scegliere Massimo Ceccherini, ex naufrago dell'isola, come concorrente di questa edizione: egli infatti, quando fu concorrente la prima volta, durante la quarta edizione del programma, venne squalificato per aver bestemmiato. La produzione ha giustificato la sua scelta con la possibilità di offrirgli una seconda chance.
Inizialmente, il regolamento del reality prevedeva che i naufraghi si spostassero in varie isole, una più evoluta dell'altra, dividendosi sempre in due gruppi (ovvero, gli Evoluti e i Non Evoluti) a seconda del risultato di particolari prove dette Prove Evolutive (grazie alle quali, i concorrenti che riuscivano a battere una scimmia addestrata, chiamata dottoressa Tibi potevano andare nelle isole più evolute, mentre i perdenti rimanevano nell'isola più arretrata). Visto lo scarso successo di questa formula, però, nella quinta puntata viene ripristinato il regolamento tradizionale del reality, e, visto il buon successo delle strisce quotidiane, viene deciso di dare più spazio alle vicende isolane dei concorrenti piuttosto che alle prove. Tale restyling del programma, e lo spostamento delle puntate serali al martedì (con concorrenza meno temibile), hanno risollevato le sorti del programma, riportando gli ascolti a livelli discreti, che nelle settimane precedenti erano scesi a 3,7 milioni di telespettatori con il 18% di share. Quest'edizione prevedeva inizialmente la messa in onda di 10 puntate, ma dopo il riscontro positivo degli ascolti si è deciso di allungare il programma di una puntata, portando il numero effettivo di puntate a 11.

## Conduzione
Per la terza volta consecutiva la conduzione è stata affidata ad Alessia Marcuzzi, mentre l'inviato è stato Stefano Bettarini. Inoltre, il ruolo di opinionista è stato ricoperto da Vladimir Luxuria (vincitrice della sesta edizione e inviata della nona edizione).

## Ambientazione

### L'isola
Anche per questa edizione è stata confermata la location di Cayos Cochinos in Honduras con varie isole che rappresentano lo step evolutivo dei naufraghi:
- Isola dei Primitivi (Cayo Paloma).
- Isola delle Caverne (Playa Dos).
- Isola del Fuoco (Cayo Bolaños).
- Isola dei Metalli (Playa Uva).
- Isola delle Terre (Cayo Paloma).
- Isola della Caccia (Cayo Bolaños).
- Isola degli Homo Sapiens (Playa Uva).
- Isola della Civiltà (Cayo Paloma).

Il luogo dove i concorrenti siedono per le nomination è chiamato Palapa.

### Lo studio
Il programma è andato in onda dallo Studio Robinie di Cologno Monzese (Milano), mentre la radio partner del programma è stata Radio 105.

## I naufraghi
L'età dei concorrenti si riferisce al momento dello sbarco sull'isola.
| Concorrente                    | Età     | Professione                                 | Giorni | Luogo di nascita | Stato                |
| ------------------------------ | ------- | ------------------------------------------- | ------ | ---------------- | -------------------- |
| Raz Degan                      | 48 anni | Attore, regista, ex modello                 | 1-73   | Sde Nehemia      | Vincitore            |
| Simone Susinna                 | 23 anni | Modello                                     | 1-73   | Catania          | Secondo classificato |
| Eva Grimaldi                   | 55 anni | Attrice                                     | 1-73   | Nogarole Rocca   | Terza classificata   |
| Nancy Coppola                  | 30 anni | Cantante neomelodica, attrice               | 1-73   | Napoli           | Quarta classificata  |
| Filomena "Malena" Mastromarino | 34 anni | Attrice pornografica, ex dirigente politica | 1-73   | Noci             | Quinta classificata  |
| Giulio Base                    | 52 anni | Regista                                     | 1-65   | Torino           | Eliminato            |
| Moreno Donadoni                | 27 anni | Rapper                                      | 1-65   | Genova           | Eliminato            |
| Samantha de Grenet             | 46 anni | Conduttrice TV, showgirl, ex modella        | 1-58   | Roma             | Eliminata            |
| Giulia Calcaterra              | 25 anni | Showgirl                                    | 1-37   | Magenta          | Eliminata            |
| Massimo Ceccherini             | 51 anni | Attore, regista, comico, sceneggiatore      | 1-23   | Firenze          | Ritirato             |
| Giacomo Urtis                  | 39 anni | Chirurgo, personaggio TV                    | 1-22   | Caracas          | Eliminato            |
| Nathaly Caldonazzo             | 47 anni | Attrice, showgirl                           | 1-15   | Roma             | Eliminata            |
| Andrea Marcaccini              | 28 anni | Modello                                     | 1-8    | Messina          | Espulso              |
| Dayane Mello                   | 27 anni | Modella, personaggio TV                     | 1-8    | Joinville        | Eliminata            |

### Televoto per entrare in gioco
| Concorrente       | Età     | Professione              | Nazionalità      | Stato               |
| ----------------- | ------- | ------------------------ | ---------------- | ------------------- |
| Giulia Calcaterra | 26 anni | Showgirl                 | Magenta          | Vincitrice          |
| Desiree Popper    | 29 anni | Modella                  | Brasile          | Non entrata in gara |
| Elena Morali      | 26 anni | Showgirl, personaggio TV | Ponte San Pietro | Non entrata in gara |

### Guest star
| Guest star     | Età     | Professione                         | Permanenza   | Luogo di nascita |
| -------------- | ------- | ----------------------------------- | ------------ | ---------------- |
| Imma Battaglia | 57 anni | Politica, personaggio TV            | Giorni 30-35 | Portici          |
| Rocco Siffredi | 53 anni | Attore pornografico, personaggio TV | Giorni 37-42 | Ortona           |
| Paola Barale   | 50 anni | Conduttrice TV, attrice             | Giorni 44-45 | Fossano          |

## Tabella delle nomination e dello svolgimento del programma
Legenda
     Concorrente leader della settimana con il potere di mandare in nomination
     Concorrente immune dalle nomination
     Concorrente sull'Isola dei Primitivi
     Concorrente sull'Isola degli Non Evoluti
     Concorrente sull'Isola degli Evoluti
     Bacio di Giuda

|                                    | Settimana 1                       | Settimana 2                           | Settimana 3                           | Settimana 4                           | Settimana 5                           | Settimana 6                           | Settimana 7                           | Settimana 8                           | Settimana 9                           | Settimana 10                          | Settimana 10                          | Ultima settimana                                | Ultima settimana                                | Ultima settimana                                | Ultima settimana                                | Numero totale di nomination |
| ---------------------------------- | --------------------------------- | ------------------------------------- | ------------------------------------- | ------------------------------------- | ------------------------------------- | ------------------------------------- | ------------------------------------- | ------------------------------------- | ------------------------------------- | ------------------------------------- | ------------------------------------- | ----------------------------------------------- | ----------------------------------------------- | ----------------------------------------------- | ----------------------------------------------- | --------------------------- |
| Leader della settimana             | Nessuno                           | Giacomo                               | Simone                                | Samantha                              | Raz                                   | Malena                                | Samantha                              | Raz                                   | Simone                                | Raz                                   | Raz                                   | Nessuno                                         | Nessuno                                         | Nessuno                                         | Nessuno                                         | Numero totale di nomination |
|                                    |                                   |                                       |                                       |                                       |                                       |                                       |                                       |                                       |                                       |                                       |                                       |                                                 |                                                 |                                                 |                                                 |                             |
| Raz                                | Samantha                          | Eva                                   | Massimo                               | Giulia                                | Giulia                                | Moreno                                | Giulio                                | Samantha                              | Nancy                                 | Nancy                                 | Nancy                                 | Vincitore (Settimana 11 - Giorno 73)            | Vincitore (Settimana 11 - Giorno 73)            | Vincitore (Settimana 11 - Giorno 73)            | Vincitore (Settimana 11 - Giorno 73)            | 20                          |
| Simone                             | Nathaly                           | Nathaly                               | Eva                                   | Raz                                   | Nancy                                 | Raz                                   | Raz                                   | Giulio                                | Giulio                                | Malena                                | Malena                                | Secondo classificato (Settimana 11 - Giorno 73) | Secondo classificato (Settimana 11 - Giorno 73) | Secondo classificato (Settimana 11 - Giorno 73) | Secondo classificato (Settimana 11 - Giorno 73) | 13                          |
| Eva                                | Dayane                            | Nathaly                               | Giacomo                               | Raz                                   | Simone                                | Raz                                   | Simone                                | Samantha                              | Non votante                           | Simone                                | Simone                                | Terza classificata (Settimana 11 - Giorno 73)   | Terza classificata (Settimana 11 - Giorno 73)   | Terza classificata (Settimana 11 - Giorno 73)   | Terza classificata (Settimana 11 - Giorno 73)   | 3                           |
| Nancy                              | Dayane                            | Nathaly                               | Raz                                   | Raz                                   | Simone                                | Raz                                   | Raz                                   | Giulio                                | Raz                                   | Simone                                | Simone                                | Quarta classificata (Settimana 11 - Giorno 73)  | Quarta classificata (Settimana 11 - Giorno 73)  | Quarta classificata (Settimana 11 - Giorno 73)  | Quarta classificata (Settimana 11 - Giorno 73)  | 5                           |
| Malena                             | Dayane                            | Nathaly                               | Raz                                   | Massimo                               | Simone                                | Simone                                | Raz                                   | Giulio                                | Raz                                   | Simone                                | Simone                                | Quinta classificata (Settimana 11 - Giorno 73)  | Quinta classificata (Settimana 11 - Giorno 73)  | Quinta classificata (Settimana 11 - Giorno 73)  | Quinta classificata (Settimana 11 - Giorno 73)  | 6                           |
| Giulio                             | Dayane                            | Nathaly                               | Giacomo                               | Raz                                   | Simone                                | Raz                                   | Simone                                | Malena                                | Malena                                | Malena                                | Malena                                | Eliminato (Settimana 10 - Giorno 65)            | Eliminato (Settimana 10 - Giorno 65)            | Eliminato (Settimana 10 - Giorno 65)            | Eliminato (Settimana 10 - Giorno 65)            | 6                           |
| Moreno                             | Dayane                            | Nathaly                               | Raz                                   | Massimo                               | Simone                                | Samantha                              | Non votante                           | Non votante                           | Non votante                           | Eliminato (Settimana 10 - Giorno 65)  | Eliminato (Settimana 10 - Giorno 65)  | Eliminato (Settimana 10 - Giorno 65)            | Eliminato (Settimana 10 - Giorno 65)            | Eliminato (Settimana 10 - Giorno 65)            | Eliminato (Settimana 10 - Giorno 65)            | 2                           |
| Samantha                           | Dayane                            | Massimo                               | Giacomo                               | Massimo                               | Moreno                                | Raz                                   | Eva                                   | Malena                                | Raz                                   | Eliminata (Settimana 9 - Giorno 58)   | Eliminata (Settimana 9 - Giorno 58)   | Eliminata (Settimana 9 - Giorno 58)             | Eliminata (Settimana 9 - Giorno 58)             | Eliminata (Settimana 9 - Giorno 58)             | Eliminata (Settimana 9 - Giorno 58)             | 7                           |
| Giulia                             | Dayane                            | Nathaly                               | Raz                                   | Raz                                   | Simone                                | Eliminata (Settimana 6 - Giorno 37)   | Eliminata (Settimana 6 - Giorno 37)   | Eliminata (Settimana 6 - Giorno 37)   | Eliminata (Settimana 6 - Giorno 37)   | Eliminata (Settimana 6 - Giorno 37)   | Eliminata (Settimana 6 - Giorno 37)   | Eliminata (Settimana 6 - Giorno 37)             | Eliminata (Settimana 6 - Giorno 37)             | Eliminata (Settimana 6 - Giorno 37)             | Eliminata (Settimana 6 - Giorno 37)             | 3                           |
| Massimo                            | Dayane                            | Malena                                | Samantha                              | Giulia                                | Ritirato (Settimana 5 - Giorno 23)    | Ritirato (Settimana 5 - Giorno 23)    | Ritirato (Settimana 5 - Giorno 23)    | Ritirato (Settimana 5 - Giorno 23)    | Ritirato (Settimana 5 - Giorno 23)    | Ritirato (Settimana 5 - Giorno 23)    | Ritirato (Settimana 5 - Giorno 23)    | Ritirato (Settimana 5 - Giorno 23)              | Ritirato (Settimana 5 - Giorno 23)              | Ritirato (Settimana 5 - Giorno 23)              | Ritirato (Settimana 5 - Giorno 23)              | 7                           |
| Giacomo                            | Samantha                          | Giulio                                | Massimo                               | Eliminato (Settimana 4 - Giorno 22)   | Eliminato (Settimana 4 - Giorno 22)   | Eliminato (Settimana 4 - Giorno 22)   | Eliminato (Settimana 4 - Giorno 22)   | Eliminato (Settimana 4 - Giorno 22)   | Eliminato (Settimana 4 - Giorno 22)   | Eliminato (Settimana 4 - Giorno 22)   | Eliminato (Settimana 4 - Giorno 22)   | Eliminato (Settimana 4 - Giorno 22)             | Eliminato (Settimana 4 - Giorno 22)             | Eliminato (Settimana 4 - Giorno 22)             | Eliminato (Settimana 4 - Giorno 22)             | 3                           |
| Nathaly                            | Nancy                             | Massimo                               | Eliminata (Settimana 3 - Giorno 15)   | Eliminata (Settimana 3 - Giorno 15)   | Eliminata (Settimana 3 - Giorno 15)   | Eliminata (Settimana 3 - Giorno 15)   | Eliminata (Settimana 3 - Giorno 15)   | Eliminata (Settimana 3 - Giorno 15)   | Eliminata (Settimana 3 - Giorno 15)   | Eliminata (Settimana 3 - Giorno 15)   | Eliminata (Settimana 3 - Giorno 15)   | Eliminata (Settimana 3 - Giorno 15)             | Eliminata (Settimana 3 - Giorno 15)             | Eliminata (Settimana 3 - Giorno 15)             | Eliminata (Settimana 3 - Giorno 15)             | 7                           |
| Dayane                             | Samantha                          | Eliminata (Settimana 2 - Giorno 8)    | Eliminata (Settimana 2 - Giorno 8)    | Eliminata (Settimana 2 - Giorno 8)    | Eliminata (Settimana 2 - Giorno 8)    | Eliminata (Settimana 2 - Giorno 8)    | Eliminata (Settimana 2 - Giorno 8)    | Eliminata (Settimana 2 - Giorno 8)    | Eliminata (Settimana 2 - Giorno 8)    | Eliminata (Settimana 2 - Giorno 8)    | Eliminata (Settimana 2 - Giorno 8)    | Eliminata (Settimana 2 - Giorno 8)              | Eliminata (Settimana 2 - Giorno 8)              | Eliminata (Settimana 2 - Giorno 8)              | Eliminata (Settimana 2 - Giorno 8)              | 8                           |
| Andrea                             | Nancy                             | Espulso (Settimana 2 - Giorno 8)      | Espulso (Settimana 2 - Giorno 8)      | Espulso (Settimana 2 - Giorno 8)      | Espulso (Settimana 2 - Giorno 8)      | Espulso (Settimana 2 - Giorno 8)      | Espulso (Settimana 2 - Giorno 8)      | Espulso (Settimana 2 - Giorno 8)      | Espulso (Settimana 2 - Giorno 8)      | Espulso (Settimana 2 - Giorno 8)      | Espulso (Settimana 2 - Giorno 8)      | Espulso (Settimana 2 - Giorno 8)                | Espulso (Settimana 2 - Giorno 8)                | Espulso (Settimana 2 - Giorno 8)                | Espulso (Settimana 2 - Giorno 8)                | 0                           |
|                                    |                                   |                                       |                                       |                                       |                                       |                                       |                                       |                                       |                                       |                                       |                                       |                                                 |                                                 |                                                 |                                                 |                             |
| Nominato dal leader                | Nessuna nomination del leader     | Nessuna nomination del leader         | Nessuna nomination del leader         | Nessuna nomination del leader         | Giulia                                | Simone                                | Eva                                   | Samantha                              | Giulio                                | Nessuno                               | Nessuno                               | Nessuno                                         | Nessuno                                         | Nessuno                                         | Nessuno                                         |                             |
| Nominato dal gruppo                | Samantha Dayane                   | Nathaly Massimo                       | Raz Giacomo                           | Massimo Raz                           | Moreno Simone                         | Raz Moreno                            | Raz Simone                            | Giulio Malena                         | Raz                                   | Malena Simone                         | Malena Simone                         | Nessuno                                         | Nessuno                                         | Nessuno                                         | Nessuno                                         |                             |
| Nominato dopo una prova            | Nessuna nomination dopo una prova | Nessuna nomination dopo una prova     | Nessuna nomination dopo una prova     | Nessuna nomination dopo una prova     | Nessuna nomination dopo una prova     | Nessuna nomination dopo una prova     | Nessuna nomination dopo una prova     | Nessuna nomination dopo una prova     | Nessuna nomination dopo una prova     | Giulio Moreno                         | Giulio Moreno                         | Nancy Simone                                    | Nancy Simone                                    | Raz Eva                                         | Raz Simone                                      |                             |
| Salvati dal televoto               | Nessuno                           | Samantha                              | Massimo                               | Raz                                   | Eliminazione annullata                | Moreno Simone                         | Raz Simone                            | Raz Simone                            | Giulio Malena                         | Raz                                   | Malena Moreno Simone                  | Simone                                          | Simone                                          | Raz                                             | Raz 89% per vincere                             |                             |
| Eliminato dal televoto             | Nessuno                           | Dayane 53% per eliminare              | Nathaly 63% per eliminare             | Giacomo 67% per eliminare             | Eliminazione annullata                | Giulia 43% per eliminare              | Moreno 53% per eliminare              | Eva 55% per eliminare                 | Samantha 72% per eliminare            | Giulio 91% per eliminare              | Moreno 73% per eliminare              | Malena 66% per eliminare                        | Nancy 70% per eliminare                         | Eva 86% per eliminare                           | Simone 11% per vincere                          |                             |
| Vittime del Bacio di Giuda         | Nessuno                           | Nessuno                               | Nessuno                               | Nessuno                               | Nessuno                               | Nessuno                               | Nessuno                               | Nessuno                               | Raz                                   | Malena                                | Malena                                | Nessuno                                         | Nessuno                                         | Nessuno                                         | Nessuno                                         |                             |
| Spareggio per entrare in gioco     | Giulia 54% per entrare in gioco   | Nessuno spareggio per entrare in gara | Nessuno spareggio per entrare in gara | Nessuno spareggio per entrare in gara | Nessuno spareggio per entrare in gara | Nessuno spareggio per entrare in gara | Nessuno spareggio per entrare in gara | Nessuno spareggio per entrare in gara | Nessuno spareggio per entrare in gara | Nessuno spareggio per entrare in gara | Nessuno spareggio per entrare in gara | Nessuno spareggio per entrare in gara           | Nessuno spareggio per entrare in gara           | Nessuno spareggio per entrare in gara           | Nessuno spareggio per entrare in gara           |                             |
| Spareggio per entrare in gioco     | Desirèe 46% per entrare in gioco  | Nessuno spareggio per entrare in gara | Nessuno spareggio per entrare in gara | Nessuno spareggio per entrare in gara | Nessuno spareggio per entrare in gara | Nessuno spareggio per entrare in gara | Nessuno spareggio per entrare in gara | Nessuno spareggio per entrare in gara | Nessuno spareggio per entrare in gara | Nessuno spareggio per entrare in gara | Nessuno spareggio per entrare in gara | Nessuno spareggio per entrare in gara           | Nessuno spareggio per entrare in gara           | Nessuno spareggio per entrare in gara           | Nessuno spareggio per entrare in gara           |                             |
| Spareggio sull'Isola dei Primitivi | Nessuno spareggio                 | Nessuno spareggio                     | Nessuno spareggio                     | Nessuno spareggio                     | Nessuno spareggio                     | Nessuno spareggio                     | Nessuno spareggio                     | Nessuno spareggio                     | Nessuno spareggio                     | Eva 52% per entrare in gioco          | Eva 52% per entrare in gioco          | Nessuno spareggio                               | Nessuno spareggio                               | Nessuno spareggio                               | Nessuno spareggio                               |                             |
| Spareggio sull'Isola dei Primitivi | Nessuno spareggio                 | Nessuno spareggio                     | Nessuno spareggio                     | Nessuno spareggio                     | Nessuno spareggio                     | Nessuno spareggio                     | Nessuno spareggio                     | Nessuno spareggio                     | Nessuno spareggio                     | Giulio 48% per entrare in gioco       |                                       | Nessuno spareggio                               | Nessuno spareggio                               | Nessuno spareggio                               | Nessuno spareggio                               |                             |
| Ritirati                           | Nessuno                           | Nessuno                               | Nessuno                               | Nessuno                               | Massimo                               | Nessuno                               | Nessuno                               | Nessuno                               | Nessuno                               | Nessuno                               | Nessuno                               | Nessuno                                         | Nessuno                                         | Nessuno                                         | Nessuno                                         |                             |
| Espulsi                            | Nessuno                           | Andrea                                | Nessuno                               | Nessuno                               | Nessuno                               | Nessuno                               | Nessuno                               | Nessuno                               | Nessuno                               | Nessuno                               | Nessuno                               | Nessuno                                         | Nessuno                                         | Nessuno                                         | Nessuno                                         |                             |

## Episodi di particolare rilievo
- Il 30 gennaio 2017 inizia il reality. All'inizio della prima puntata però si scopre che, a causa di condizioni avverse è impossibile andare avanti con la trasmissione, sicché, dopo un breve collegamento con i naufraghi, si è deciso di terminare la puntata e di iniziare ufficialmente il giorno successivo trasmettendo al posto del reality il film Avatar[11].
- Durante la seconda diretta settimanale, Andrea Marcaccini viene espulso dal gioco, in quanto avrebbe tenuto nascosto alla produzione un procedimento penale ancora in corso che lo riguardava.
- Durante il ventitreesimo giorno di gara, Massimo Ceccherini si ritira, a causa del clima ostile nei suoi confronti e di alcune frasi ingiuriose rivolte da alcuni concorrenti all'indirizzo di sua moglie: infatti, secondo Moreno, Raz Degan avrebbe offeso pesantemente la moglie di Massimo Ceccherini, ma, tuttavia, non ci sono prove di ciò, e Raz Degan ha dichiarato di non aver mai insultato la signora, di conseguenza a tutt'oggi non si sa ancora se Raz Degan abbia effettivamente pronunciato tale insulto o sia un'invenzione di Moreno, nel contesto di un (effettivamente esistente) complotto ai danni dei due concorrenti.

### Settimana 1
Giulio Base, Nathaly Caldonazzo, Massimo Ceccherini, Nancy Coppola, Samantha de Grenet, Raz Degan, Eva Grimaldi, Malena, Andrea Marcaccini, Dayane Mello, Moreno, Simone Susinna e Giacomo Urtis sbarcano su Cayo Paloma.
Un altro concorrente sbarca sull'isola: una tra Giulia Calcaterra e Desirèe Popper. Con il 54% di votazione Giulia Calcaterra è una nuova naufraga dell'isola, quindi Desirèe Popper non entra in gara.
Tutti i naufraghi disputano la prima prova evolutiva che permette, a chi la supera, di passare ad una successiva isola, più evoluta, chiamata Isola delle Caverne, in realtà Playa Dos. Simone Susinna, Malena, Moreno, Nathaly Caldonazzo, Nancy Coppola, Giulia Calcaterra, Giulio Base, Dayane Mello, Samantha de Grenet e Giacomo Urtis superano la prova, quindi sono trasferiti nell'isola evoluta, mentre Massimo Ceccherini, Eva Grimaldi, Raz Degan e Andrea Marcaccini non riescono a superare la prova e tornano a Cayo Paloma, l'Isola dei Primitivi.
In nomination vanno Dayane Mello e Samantha de Grenet, entrambe nominate dal gruppo. Essendo in nomination, viene deciso di unirle al gruppo che torna all'Isola dei Primitivi.

### Settimana 2
Durante la settimana viene svolta la prima prova leader che determina il naufrago immune dalle nomination. Andrea Marcaccini e Giulia Calcaterra sono finalisti della prova.
Andrea Marcaccini, su decisione della produzione, viene espulso.
Dayane Mello è con il 53% di votazione eliminata.
A causa dell'espulsione di Andrea Marcaccini, i finalisti della prova leader settimanale sono Giulia Calcaterra e Giacomo Urtis, classificatosi terzo. Lo spareggio viene vinto da Giacomo Urtis che quindi è leader della settimana e immune dalle nomination.
Tutti i naufraghi svolgono, singolarmente, la loro seconda prova evolutiva che permette, a chi la supera, di passare alla successiva isola evoluta chiamata Isola del Fuoco, in realtà Cayo Bolaños. L'esito vede Samantha de Grenet, Giulio Base, Raz Degan e Giulia Calcaterra superare la prova e così accedere alla nuova isola, mentre Giacomo Urtis, Eva Grimaldi, Moreno, Massimo Ceccherini, Simone Susinna, Nancy Coppola, Malena e Nathaly Caldonazzo non superano la prova e fanno ritorno all'isola precedente, quella delle Caverne. L'Isola dei Primitivi cessa, così, di esistere.
In nomination vanno Nathaly Caldonazzo e Massimo Ceccherini nominati dal gruppo. Giacomo Urtis, anche se non evoluto ma pur essendo il leader della settimana, può scegliere un concorrente tra quelli non nominati da portare sull'Isola del Fuoco. Sceglie Simone Susinna.

### Settimana 3
Giulia Calcaterra e Simone Susinna sono finalisti della seconda prova leader settimanale. Lo spareggio viene vinto da Simone Susinna che quindi è il nuovo leader della settimana e immune dalle nomination.
Nathaly Caldonazzo è con il 63% di votazione eliminata.
Durante la settimana i naufraghi svolgono la loro terza prova evolutiva che permette, a chi la supera, di passare alla successiva isola evoluta chiamata Isola dei Metalli, in realtà Playa Uva. L'esito della prova vede Raz Degan, Giulia Calcaterra, Malena, Nancy Coppola, Samantha de Grenet e Eva Grimaldi superare la prova e accedere alla nuova isola, mentre Giulio Base, Moreno, Massimo Ceccherini, Simone Susinna e Giacomo Urtis non superano la prova e fanno ritorno all'isola precedente, quella del Fuoco. L'Isola delle Caverne cessa di esistere.
In nomination vanno Raz Degan e Giacomo Urtis nominati dal gruppo. Raz Degan, anche se evoluto, ritorna all'isola precedente, quella del Fuoco, perché nominato. Simone Susinna, anche se non evoluto ma pur essendo il leader della settimana, può scegliere un concorrente tra quelli non nominati da portare sull'Isola dei Metalli. Sceglie Giulio Base.

### Settimana 4
Giacomo Urtis è con il 67% di votazione eliminato.
Durante la settimana i naufraghi svolgono la loro quarta prova evolutiva che permette, a chi la supera, di passare alla successiva isola evoluta chiamata Isola delle Terre, in realtà di nuovo l'isola di Cayo Paloma. L'esito vede tutti i naufraghi accedere alla nuova isola in quanto non esiste un tempo limite per il completamento della prova. Le isole precedenti del Fuoco e dei Metalli cessano, così, di esistere.
Viene svolta la prova leader settimanale. Essa viene vinta da Samantha de Grenet che quindi è la nuova leader della settimana e immune dalle nomination.
In nomination vanno Massimo Ceccherini e Raz Degan nominati dal gruppo.

### Settimana 5
Massimo Ceccherini annuncia di ritirarsi dal programma, pertanto l'eliminazione tra lui e Raz Degan è annullata.
Viene svolta la prova leader settimanale. Essa viene vinta da Raz Degan che quindi è il nuovo leader della settimana e immune dalle nomination. Ha diritto a mandare un altro concorrente al televoto.
Durante la settimana i naufraghi svolgono la loro quinta prova evolutiva che permette, a chi la supera, di passare alla successiva isola evoluta chiamata Isola della Caccia, in realtà di nuovo l'isola di Cayo Bolaños. L'esito vede tutti i naufraghi non accedere alla nuova isola in quanto viene superato il tempo limite per il completamento della prova. I naufraghi restano nell'Isola delle Terre, ovvero Cayo Paloma.
In nomination vanno Moreno e Simone Susinna nominati dal gruppo e Giulia Calcaterra nominata da Raz Degan leader della settimana.

### Settimana 6
Imma Battaglia trascorre alcuni giorni sull'isola come ospite insieme agli altri naufraghi.
Raz Degan e Malena sono finalisti della prova leader settimanale. Lo spareggio viene vinto da Malena che quindi è la nuova leader della settimana e immune dalle nomination.
Giulia Calcaterra è con il 43% di votazione eliminata.
Durante la settimana i naufraghi svolgono la loro sesta prova evolutiva che permette, a chi la supera, di passare alla successiva isola evoluta chiamata Isola della Caccia, Cayo Bolaños. Questa volta la prova non è singola e visto che la maggioranza batte il tempo limite per il completamento di essa tutti i naufraghi sono evoluti e trasferiti nella nuova isola. L'Isola delle Terre cessa di esistere.
In nomination vanno Raz Degan e Moreno nominati dal gruppo e Simone Susinna nominato da Malena leader della settimana.

### Settimana 7
Rocco Siffredi trascorre alcuni giorni sull'isola come ospite insieme agli altri naufraghi.
Samantha de Grenet e Giulio Base sono finalisti della prova leader settimanale. Lo spareggio viene vinto da Samantha de Grenet che quindi è la nuova leader della settimana e immune dalle nomination.
Moreno è con il 53% di votazione eliminato. Accetta di restare sull'Isola dei Primitivi e di rimanere ancora in gioco.
Durante la settimana i naufraghi svolgono la loro settima e ultima prova evolutiva che permette, a chi la supera, di passare alla successiva e ultima isola evoluta chiamata Isola degli Homo Sapiens, in realtà di nuovo l'isola di Playa Uva, che rappresenta lo stadio finale dell'evoluzione. Anche in questo caso la prova non è singola e visto che la maggioranza batte il tempo limite per il completamento di essa tutti i naufraghi sono evoluti e trasferiti nella nuova isola. L'Isola della Caccia cessa di esistere.
In nomination vanno Raz Degan e Simone Susinna nominati dal gruppo e Eva Grimaldi nominata da Samantha de Grenet leader della settimana.

### Settimana 8
Paola Barale trascorre due giorni sull'isola Cayo Bolaños come ospite insieme a Raz Degan.
Danilo Susinna, fratello di Simone, trascorre due giorni sull'isola come ospite insieme agli altri naufraghi.
Eva Grimaldi è con il 55% di votazione eliminata. Tramite il Bacio di Giuda sceglie Samantha de Grenet come sua nomination. Accetta di restare sull'Isola dei Primitivi e di rimanere ancora in gioco.
Viene svolta la prova leader settimanale. I finalisti sono Raz Degan e Nancy Coppola. Lo spareggio viene vinto da Raz Degan che quindi è il nuovo leader della settimana e immune dalle nomination.
In nomination vanno Giulio Base e Malena nominati dal gruppo e Samantha de Grenet nominata da Raz Degan leader della settimana.

### Settimana 9
Samantha de Grenet è con il 72% di votazione eliminata. Tramite il Bacio di Giuda sceglie Raz Degan come sua nomination. Rifiuta di restare sull'Isola dei Primitivi e di rimanere ancora in gioco quindi è definitivamente eliminata.
Viene svolta la prova leader settimanale. I finalisti sono Simone Susinna e Giulio Base. Lo spareggio viene vinto da Simone Susinna che quindi è il nuovo leader della settimana, immune dalle nomination e primo semifinalista del programma.
In nomination vanno Raz Degan nominato dal gruppo e Giulio Base nominato da Simone Susinna leader della settimana. Malena e Nancy Coppola sono quindi entrambe seconde semifinaliste del programma.

### Settimana 10
Giulio Base è con il 91% di votazione eliminato. Tramite il Bacio di Giuda sceglie Malena come sua nomination. Accetta di restare sull'Isola dei Primitivi e di rimanere ancora in gioco.
Viene svolta una prova immunità tra i primitivi Moreno, Eva Grimaldi e Giulio Base. La prova viene vinta da Eva Grimaldi che quindi è immune. Si apre un televoto lampo tra Moreno e Giulio Base per decidere chi deve sfidare al televoto Eva Grimaldi per rientrare in gara. Con il 73% di votazione Moreno è definitivamente eliminato, quindi Giulio Base è scelto sfidante di Eva Grimaldi.
Nancy Coppola, Raz Degan, Malena e Simone Susinna sono finalisti. Si apre un televoto lampo tra Eva Grimaldi e Giulio Base per decidere chi far rientrare in gara e quindi essere l'ultimo finalista. Con il 52% di votazione Eva Grimaldi è scelta come ultima finalista, quindi Giulio Base è definitivamente eliminato.
Viene svolta un'altra prova immunità tra i finalisti formata da due manche. Una manche femminile tra Nancy Coppola e Malena e una manche maschile tra Raz Degan e Simone Susinna. Nancy Coppola e Raz Degan vincono le loro rispettive manche e sono finalisti della prova. Lo spareggio viene vinto da Raz Degan che quindi è ufficialmente primo finalista e immune dalle nomination.
In nomination vanno Malena e Simone Susinna nominati dal gruppo. Nancy Coppola e Eva Grimaldi sono quindi ufficialmente seconde finaliste.

### Ultima settimana
Il gruppo dei naufraghi rimasti viene trasferito da Playa Uva, l'Isola degli Homo Sapiens, a Cayo Paloma, che diventa la nuova Isola della Civiltà.
Malena è con il 66% di votazione eliminata e quinta classificata.
Viene svolta una prova, a coppia, che determina quella immune e quella che andrà al televoto per decidere il quarto classificato. Le coppie sono formate da Simone Susinna e Nancy Coppola e da Raz Degan e Eva Grimaldi. La prova viene vinta dalla coppia formata da Raz Degan e Eva Grimaldi, quindi la coppia composta da Simone Susinna e Nancy Coppola va al televoto per decidere il quarto classificato.
Nancy Coppola è con il 70% di votazione eliminata e quarta classificata.
Viene svolta un'altra prova che determina il primo finalista assoluto. Essa viene vinta da Simone Susinna, quindi Raz Degan e Eva Grimaldi vanno al televoto per decidere il terzo classificato.
Eva Grimaldi è con l'86% di votazione eliminata e terza classificata.
Si apre un televoto tra Simone Susinna e Raz Degan per decidere il vincitore. Con il 91% di votazione Raz Degan è il vincitore della dodicesima edizione del programma, mentre Simone Susinna con l'11% è secondo classificato.

## Prove Leader
Nella tabella, sono riassunte tutte le prove leader di questa edizione con i relativi risultati:
| Settimana | Regolamento | Vincitori          |
| --------- | --- | ------------------ |
| 2         | La prova leader della settimana si divide in due manche: la prima ha decretato i due finalisti (uomo e donna) che si sfidano nella manche finale decisiva: - Nella prima manche i naufraghi devono risalire, nel minor tempo possibile, il fiume legati ad un anello inserito in una corda. Andrea Marcaccini e Giulia Calcaterra totalizzano il miglior tempo. A causa dell'espulsione di Andrea Marcaccini, i finalisti sono Giulia Calcaterra e Giacomo Urtis, classificatosi terzo. - Nella seconda manche i due finalisti si sfidano nuovamente per decretare il leader della settimana. Qui devono riuscire a rimanere in equilibrio e senza cadere con i rispettivi compagni che man mano aggiungono un sacco con il 10% del peso di ciascuno. | Giacomo Urtis      |
| 3         | La prova leader della settimana si divide in due manche: la prima ha decretato i due finalisti (uomo e donna) che si sfidano nella manche finale decisiva: - Nella prima manche i naufraghi devono raccogliere tanti cilindri, posti su vari ostacoli di difficoltà, per ricoprire i pali all’inizio di un percorso. Giulia Calcaterra e Simone Susinna vincono le loro rispettive manche. - Nella seconda manche i due finalisti si sfidano nuovamente per decretare il leader della settimana. Qui devono cercare di resistere per più tempo in posizione attaccati ad una parete che man mano si inclina di 15 gradi. | Simone Susinna     |
| 4         | I naufraghi, bendati e con un tronco in mano, devono cercare di superare un percorso ad ostacoli e posizionare il tronco alla fine di esso. | Samantha de Grenet |
| 5         | I naufraghi, utilizzando due traversine in legno e procedendo fino alla fine del binario, devono tuffarsi in acqua a raggiungere una piattaforma. Qui trovano un enigma matematico da risolvere: il primo che scrive la soluzione dell’enigma sulla lavagna si aggiudica la prova, ma se il risultato è sbagliato la prova è persa e va ripetuta. | Raz Degan          |
| 6         | La prova leader della settimana si divide in due manche: la prima ha decretato i due finalisti che si sfidano nella manche finale decisiva: - Nella prima manche i naufraghi, legati a delle corde, devono seguirne il percorso attraverso un cubo, evoluzioni comprese. Una volta superato il cubo, devono raggiungere un totem: i primi due che portano a termine la prova, sono i vincitori. I finalisti sono Raz Degan e Malena. - Nella seconda manche i due finalisti si sfidano nuovamente per decretare il leader della settimana. Qui devono cercare di resistere per più tempo in posizione attaccati ad una parete che man mano si inclina di 15 gradi.                                                                                    | Malena             |
| 7         | La prova leader della settimana si divide in due manche: la prima ha decretato i due finalisti che si sfidano nella manche finale decisiva: - Nella prima manche i naufraghi devono sfilare un totale di dieci anelli, all'interno di dieci fiaccole, appendendoli nella propria postazione. Una volta appesi gli anelli, devono accendere una torcia che serve a dare fuoco a dei bracieri. I primi due che portano a termine la prova, sono i vincitori. I finalisti sono Samantha de Grenet e Giulio Base. - Nella seconda manche i due finalisti si sfidano nuovamente per decretare il leader della settimana. Qui devono cercare di resistere per più tempo in posizione attaccati ad una parete che man mano si inclina di 15 gradi.           | Samantha de Grenet |
| 8         | La prova leader della settimana si divide in due manche: la prima ha decretato i due finalisti che si sfidano nella manche finale decisiva: - Nella prima manche i naufraghi devono prendere un granchio e metterlo dentro una teca. I cinque più veloci continuano il percorso in un quadrato di sabbia dove devono trovare un totem sepolto. Chi riesce a trovare il totem deve superare delle parallele sfalsate e completare un rompicapo formando una piramide. I due più veloci che completano la prova sono finalisti, ovvero Raz Degan e Nancy Coppola. - Nella seconda manche i due finalisti si sfidano nuovamente per decretare il leader della settimana. Qui devono cercare di resistere per più tempo in apnea sott'acqua.              | Raz Degan          |
| 9         | La prova leader della settimana si divide in due manche: la prima ha decretato i due finalisti che si sfidano nella manche finale decisiva: - Nella prima manche i naufraghi, legati e in un tempo limite di tre minuti, devono prendere quanti più possibili totem infilati dentro la sabbia e posizionarli nella propria postazione dietro di loro. I due più veloci che recuperano più totem sono finalisti, ovvero Simone Susinna e Giulio Base. - Nella seconda manche i due finalisti si sfidano nuovamente per decretare il leader della settimana. Qui devono cercare di resistere per più tempo in posizione attaccati ad una parete che man mano si inclina di 15 gradi.                                                                    | Simone Susinna     |
| 10        | La prova leader della settimana, in realtà prova immunità, si divide in tre manche. I vincitori delle rispettive manche sono finalisti e si sfidano in quella decisiva: - Nella prima manche, femminile, bisogna recuperare il maggior numero di fiaccole legati con una corda. La prova viene vinta da Nancy Coppola. - Nella seconda manche, maschile, bisogna cercare di resistere il maggior numero di tempo in apnea. La prova viene vinta da Raz Degan. - Nella terza manche i due finalisti si sfidano nuovamente per decretare l'immune. Qui devono cercare di resistere per più tempo in posizione attaccati ad una parete che man mano si inclina di 15 gradi.                                                                              | Raz Degan          |

## Prove ricompensa
In questa tabella, sono riassunte le prove ricompensa di questa edizione, con i loro risultati:
| Giorno | Concorrenti | Descrizione | Premi in palio | Esito |
| ------ | --- | --- | --- | --- |
| 2      | Prova collettiva, partecipano tutti divisi in due squadre: maschi e femmine | Tramite un breve percorso ad ostacoli i concorrenti devono, in due minuti di tempo, portare dell'acqua marina tramite la bocca sino a un cilindro tarato, dove dovranno versare l'acqua tramite delle cannucce. | Per ogni tacca di acqua si vince una stuoia | Vengono guadagnate quattro stuoie |
| 8      | Prova collettiva | In un tempo limite di tre minuti i naufraghi devono trasportare delle casse da una zattera fino alla spiaggia, impilando quattro casse con la stessa ricompensa. | Contenuto all'interno delle casse | Nessuna ricompensa guadagnata |
| 11     | Prova collettiva, partecipano divisi nelle due isole: quella delle Caverne e quella del Fuoco | In un tempo limite di 15 minuti i naufraghi devono trasportare tre cartelli raffiguranti una pecora, un lupo e un cavolo da una barca all'isola e poi riportarli alla barca, considerando che il lupo non può stare con la pecora e la pecora non può stare con il cavolo. | Un chilo di formaggio | I naufraghi dell'Isola del Fuoco superano la prova |
| 15     | Prova collettiva | In un tempo limite di due minuti e mezzo i naufraghi devono recuperare quanti più totem possibili posti su dei pali all'estremità di una struttura. | Un pezzo di torta al cioccolato per ogni totem recuperato | Vengono recuperati tutti i totem, ovvero tutta la torta guadagnata |
| 17     | Prova collettiva | In un tempo limite di sette minuti i naufraghi devono trasportare una grande ruota attraverso un percorso ad ostacoli recuperando un totem al centro di un laghetto. | Tre stuoie, 15 metri di corda, un chilo di pasta, una bistecca | I naufraghi scelgono un chilo di pasta |
| 22     | Prova collettiva | In un tempo limite di quattro minuti i naufraghi, con l'aiuto di una passerella di legno, devono attraversare delle piattaforme in mezzo al mare che man mano diventano più piccole. | Due stuoie, un casco di banane, un chilo di filetto | Vengono attraversate due piattaforme, quindi i naufraghi guadagnano due stuoie e un casco di banane |
| 24     | Prova individuale: maschi e femmine | I naufraghi devono comporre una combinazione a sei cifre per sbloccare un bastone incastrato in una cassa. Ciascuna cifra della combinazione è data dal computo degli elementi chiusi in sei teche circostanti, rispettivamente granchi, frutti di cacao, casse, triangoli di bambù, cocchi e foglie di manata. | Aragosta, platano e riso | Giulio Base vince la prova per gli uomini, Giulia Calcaterra per le donne. Entrambi consumano la ricompensa |
| 29     | Prova collettiva | I naufraghi, divisi in due gruppi, in un tempo limite di 3 minuti e 30 secondi, devono prendere il maggior numero di palle di stoffa grazie a dei retini lanciate dai loro compagni tramite una fionda. | Occhialini 8 punti, 15 metri di corda 7 punti, caffè 6 punti, set da pesca 7 punti, due stuoie 9 punti                                                                                | I naufraghi prendono 20 palle di stoffa, ovvero guadagnano 20 punti. Decidono di prendere gli occhialini e il caffè |
| 30     | Prova individuale | In un tempo limite di due minuti i naufraghi devono strisciare sotto una struttura di legno sulla sabbia, scavalcare una parete e percorrere delle travi di legno rimanendo in equilibrio, con l’obiettivo di chiudersi dentro una gabbia. Solo chi riesce a conquistare la gabbia ha diritto al premio. | Hamburger e patatine | Superano la prova e hanno diritto alla ricompensa Giulia Calcaterra, Samantha de Grenet, Raz Degan e Simone Susinna |
| 37     | Prova collettiva | In un tempo limite di quattro minuti i naufraghi devono ricostruire una figura recuperando i vari pezzi sparsi sulla spiaggia e in mare. | Farina | Prova non superata |
| 37     | Samantha de Grenet | Trascorrere 30 minuti insieme a Rocco Siffredi svestito dietro al paravento. | Olio, aceto, sale e pepe | Samantha de Grenet accetta, quindi tutti i naufraghi guadagnano la ricompensa |
| 39     | Prova collettiva | In un tempo limite di otto minuti i naufraghi, formando delle piramidi umane, devono recuperare il maggior numero di totem posti sugli alberi. Ad ogni totem recuperato corrisponde una cassa dove all'interno si trova la ricompensa. | Pollo arrosto, patate al forno, profiterole e polpette al sugo | Vengono recuperati tre totem, quindi i naufraghi mangiano polpette al sugo, patate al forno e pollo arrosto |
| 39     | Prova collettiva | In un tempo limite di otto minuti i naufraghi, formando delle piramidi umane, devono recuperare il maggior numero di totem posti sugli alberi. Ad ogni totem recuperato corrisponde una cassa dove all'interno si trova la ricompensa. | Pollo arrosto, patate al forno, profiterole e polpette al sugo | Quattro naufraghi hanno diritto all'ultima ricompensa, il profiterole, all'interno dell'ultima cassa. Malena, leader della settimana, sceglie Nancy Coppola, che a sua volta sceglie Simone Susinna, che a sua volta sceglie Samantha de Grenet |
| 46     | Prova a squadre. Samantha de Grenet, leader della settimana, forma due squadre: una arancione formata da Giulio Base, Eva Grimaldi e Simone Susinna, una blu formata da Raz Degan, Malena e Nancy Coppola. Samantha de Grenet scommette la squadra arancione come vincitrice della prova | I partecipanti, separati da un muro e legati tramite elastici, devono recuperare e lanciare il maggior numero di palle nella metà campo avversaria entro un tempo limite. Vince la squadra che avrà lanciato nel campo dei rivali più palle possibili. | Lasagne | Vince la squadra arancione composta da Giulio Base, Eva Grimaldi e Simone Susinna. Insieme a loro consuma la ricompensa anche Samantha de Grenet che aveva scommesso su questa squadra come vincitrice |
| 50     | Prova collettiva | In un tempo limite di 10 minuti i naufraghi, a coppie e tramite imbarcazioni di legno tipiche del luogo, i cayuco, devono recuperare, uno per volta, in mezzo al mare e su una piattaforma, quattro totem. Il cibo non può essere condiviso con chi non riesce a riportare il totem alla spiaggia, né può essere portato via. | Sfilatino | I quattro totem vengono recuperati e tutti consumano la ricompensa |
| 51     | Prova collettiva | Con sei palle a disposizione i naufraghi devono scansare delle buche al di fuori del percorso designato per raggiungere il sole centrale di un labirinto. | Mezzo chilo di pane per ogni palla | I naufraghi vanno al centro due volte dopo aver utilizzato le sei palle e guadagnano un chilo di pane |
| 51     | Moreno e Eva Grimaldi sull'Isola dei Primitivi | Rispondere correttamente ad almeno quattro domande su sei riguardanti il compagno di isola. | Farina | Entrambi rispondono esattamente a cinque domande su sei proposte e guadagnano la ricompensa |
| 53     | Prova collettiva | In un tempo limite di sette minuti i naufraghi, a coppia e attraversando due assi parallele, una alla volta e con dei bastoni, devono trasportare delle ceste chiuse in cui potrebbe essere contenuto del cibo. I naufraghi possono aprire le ceste e gustare l’eventuale ricompensa solo una volta raggiunta la piattaforma finale, almeno finché la coppia successiva non raggiunge una linea rossa segnata sulle assi parallele. Chi cade in acqua deve rimettersi in coda. | Cotolette di pollo | L'unica coppia che riesce a trasportare delle ceste è quella formata da Raz Degan e Simone Susinna. La prima cesta trasportata è vuota, mentre all'interno della seconda cesta vengono trovate delle cotolette di pollo. Entrambi consumano la ricompensa                                                                                           |
| 54     | Moreno e Eva Grimaldi sull'Isola dei Primitivi | Raggiungere entro 15 minuti Cayo Gallo con l'aiuto di una mappa e di un cayuco. | Cassa contenente ortaggi | Prova non superata |
| 55     | Nancy Coppola e Simone Susinna | Raggiungere il totem della tentazione sulla sommità dell'isola entro 15 minuti e decidere se mangiare il pollo arrosto con patate o condividere sei tramezzini con gli altri naufraghi. | Pollo arrosto con patate o sei tramezzini | Prova superata, Nancy Coppola e Simone Susinna decidono di mangiarsi il pollo arrosto con patate |
| 56     | Prova individuale | I naufraghi devono afferrare un cilindro sputato fuori da una struttura di legno. Chi per primo afferra il cilindro guadagna la ricompensa. | Una fetta di torta al cioccolato, piatto di vitello tonnato, cioccolatino, piatto di pasta al pomodoro, tartina, pollo fritto                                                         | I naufraghi che per primo afferrano il cilindro sono Simone Susinna che consuma la fetta di torta al cioccolato e il pollo fritto, Giulio Base che consuma il piatto di vitello tonnato e il cioccolatino, senza partecipare alla prova, e Samantha de Grenet che consuma il piatto di pasta al pomodoro e la tartina, senza partecipare alla prova |
| 58     | Prova collettiva | In un tempo limite di quattro minuti i naufraghi, bendati e attraverso un percorso ad ostacoli, devono collocare una sfera nella buca alla fine del percorso. | Cinque fiammiferi | Prova superata |
| 58     | Moreno, Eva Grimaldi e Samantha de Grenet sull'Isola dei Primitivi | In un tempo limite di tre minuti i naufraghi devono nuotare e recuperare tre casse con all'interno delle ricompense. | Ortaggi e un coltello | Prova superata |
| 60     | Prova collettiva. Raz Degan decide di non parteciparvi a causa di una fasciatura a un dito della mano | In un tempo limite di quattro minuti i naufraghi, dopo aver attraversato una palude fangosa, devono cercare di recuperare quanti più possibili amuleti posti sopra dei totem e riporli nella postazione alle loro spalle. | Intera frittata di patate e cipolle per tutti gli amuleti recuperati, metà frittata con 15 amuleti recuperati, un quarto di frittata con 10 amuleti recuperati e delle bibite fresche | Vengono recuperati 13 amuleti quindi ai naufraghi spetta un quarto di frittata e una bibita fresca |
| 62     | Giulio Base e Simone Susinna | I due naufraghi devono raggiungere il più velocemente possibile il totem della tentazione posto sulla sommità dell'isola. A questo punto devono tornare alla spiaggia con un tempo inferiore a quello fatto per raggiungere la sommità. Ritornando di nuovo alla sommità dell'isola con un tempo inferiore a quello fatto prima la ricompensa sarà triplicata. | Due o sei pesci | I due naufraghi, dopo aver raggiunto la sommità dell'isola e fatto ritorno alla spiaggia, decidono di fermarsi perché stanchi. Entrambi guadagnano un pesce a testa |
| 63     | Prova individuale. Raz Degan decide di non parteciparvi per preservare il fisico indebolito dai farmaci e per il dolore al dito della mano | I naufraghi devono cercare di resistere il maggior numero di tempo in equilibrio su una piattaforma galleggiante al centro di un laghetto. Il vincitore della prova può scegliere un compagno con cui condividere la ricompensa. | Pranzo in un ambiente scenografico | Simone Susinna resiste più di tutti e vince la prova. Decide di condividere la ricompensa insieme a Malena |
| 65     | Prova collettiva. Raz Degan decide di non parteciparvi a causa dell'infortunio al dito della mano | In un tempo limite di tre minuti i naufraghi devono correre su una passerella di legno e cercare di prendere saltando un medaglione con una cifra corrispondente ai soldi honduregni. | Viveri comprati con la spesa | Vengono conquistati 750 Lempiras, che corrispondono a circa 30 euro |

## Prove evolutive
Le prove evolutive consentono di cambiare isola, consistono in prove in cui bisogna battere il tempo della dottoressa Tibi, una scimpanzé femmina addestrata.
| Prova evolutiva | Descrizione |
| --------------- | --- |
| 1               | La prova consiste nel memorizzare sette simboli posti in cima ad una scala e riporre sette dadi con gli stessi simboli e nella stessa sequenza, ma non necessariamente nella stessa direzione ai piedi della scala. Si può tornare in cima alla scala tutte le volte che si vuole. Il tempo limite per terminare la prova è di 1 minuto e 46 secondi. |

| Evoluti            | Evoluti |
| Naufrago           | Tempo   |
| ------------------ | ------- |
| Giulia Calcaterra  | 0:40    |
| Samantha de Grenet | 0:44    |
| Malena             | 0:53    |
| Giulio Base        | 1:09    |
| Simone Susinna     | 1:10    |
| Nancy Coppola      | 1:17    |
| Giacomo Urtis      | 1:20    |
| Nathaly Caldonazzo | 1:28    |
| Dayane Mello       | 1:34    |
| Moreno             | 1:46    |

| Non Evoluti        | Non Evoluti |
| Naufrago           | Tempo       |
| ------------------ | ----------- |
| Andrea Marcaccini  | 2:23        |
| Massimo Ceccherini | N.C.        |
| Eva Grimaldi       | N.C.        |
| Raz Degan          | N.C.        |

| Prova evolutiva | Descrizione |
| --------------- | --- |
| 2               | La prova consiste nell'estrarre la nocciolina da un tubo senza romperla, né muovere il tubo. Il tempo limite per terminare la prova è di 47 secondi. |

| Evoluti            | Evoluti |
| Naufrago           | Tempo   |
| ------------------ | ------- |
| Samantha de Grenet | 0:26    |
| Giulia Calcaterra  | 0:34    |
| Raz Degan          | 0:45    |
| Giulio Base        | 0:47    |

| Non Evoluti        | Non Evoluti |
| Naufrago           | Tempo       |
| ------------------ | ----------- |
| Nancy Coppola      | 2:05        |
| Giacomo Urtis      | 2:05        |
| Nathaly Caldonazzo | 2:12        |
| Simone Susinna     | N.C.        |
| Malena             | N.C.        |
| Moreno             | N.C.        |
| Eva Grimaldi       | N.C.        |
| Massimo Ceccherini | N.C.        |

| Prova evolutiva | Descrizione |
| --------------- | --- |
| 3               | La prova consiste nel memorizzare la posizione di 16 simboli all'interno di una tabella: un simbolo alla volta, i naufraghi devono indovinare almeno tre simboli. Il tempo limite per terminare la prova è di 43 secondi. |

| Evoluti            | Evoluti |
| Naufrago           | Tempo   |
| ------------------ | ------- |
| Raz Degan          | 0:17    |
| Giulia Calcaterra  | 0:18    |
| Malena             | 0:23    |
| Nancy Coppola      | 0:23    |
| Samantha de Grenet | 0:30    |
| Eva Grimaldi       | 0:31    |

| Non Evoluti        | Non Evoluti |
| Naufrago           | Tempo       |
| ------------------ | ----------- |
| Giulio Base        | 0:44        |
| Moreno             | 0:51        |
| Massimo Ceccherini | 0:57        |
| Simone Susinna     | 0:59        |
| Giacomo Urtis      | 1:05        |

| Prova evolutiva | Descrizione |
| --------------- | --- |
| 4               | La prova consiste nel combinare i prismi in modo da creare una piramide. Non esiste un tempo limite per il completamento della prova poiché la dottoressa Tibi non riesce a completare la piramide perciò tutti i naufraghi sono evoluti. |

| Evoluti            | Evoluti |
| Naufrago           | Tempo   |
| ------------------ | ------- |
| Samantha de Grenet | 0:20    |
| Malena             | 1:10    |
| Raz Degan          | 1:47    |
| Giulia Calcaterra  | 2:04    |
| Giulio Base        | 4:27    |
| Moreno             | 5:40    |
| Nancy Coppola      | 8:58    |
| Eva Grimaldi       | 15:54   |
| Simone Susinna     | 18:28   |
| Massimo Ceccherini | N.C.    |

| Prova evolutiva | Descrizione |
| --------------- | --- |
| 5               | La prova consiste nel montare nel modo corretto delle sagome di legno in modo da recuperare la banana appesa ad un palo, ma senza rompere né la banana né il palo. Il tempo limite per terminare la prova è 14 secondi. Tutti i naufraghi sono non evoluti poiché completano la prova con un tempo superiore a quello della dottoressa Tibi. |

| Non Evoluti        | Non Evoluti |
| Naufrago           | Tempo       |
| ------------------ | ----------- |
| Raz Degan          | 1:42        |
| Samantha de Grenet | 1:46        |
| Giulia Calcaterra  | 1:47        |
| Malena             | 2:59        |
| Moreno             | 3:15        |
| Giulio Base        | 5:21        |
| Nancy Coppola      | 6:52        |
| Eva Grimaldi       | 7:21        |
| Simone Susinna     | 10:19       |

| Prova evolutiva | Descrizione |
| --------------- | --- |
| 6               | La prova consiste nel trovare il modo di far uscire da un prisma, facendola passare da un livello all’altro, una nocciolina contenuta al suo interno, ma senza rompere il contenitore. Il tempo limite per terminare la prova è di 1 minuto e 23 secondi. Questa volta la prova non è singola e visto che la maggioranza batte il tempo limite per il completamento di essa tutti i naufraghi sono evoluti. |

| Evoluti            | Evoluti |
| Naufrago           | Tempo   |
| ------------------ | ------- |
| Giulio Base        | 0:31    |
| Giulia Calcaterra  | 0:48    |
| Raz Degan          | 1:12    |
| Nancy Coppola      | 1:16    |
| Malena             | 1:18    |
| Moreno             | 1:38    |
| Samantha de Grenet | 2:23    |
| Eva Grimaldi       | 2:45    |
| Simone Susinna     | 3:36    |

| Prova evolutiva | Descrizione |
| --------------- | --- |
| 7               | La prova consiste nel far uscire un ananas da un labirinto il più velocemente possibile. Il tempo limite per terminare la prova è di 39 secondi. Anche questa volta la prova non è singola e visto che la maggioranza batte il tempo limite per il completamento di essa tutti i naufraghi sono evoluti. |

| Evoluti            | Evoluti |
| Naufrago           | Tempo   |
| ------------------ | ------- |
| Giulio Base        | 0:14    |
| Nancy Coppola      | 0:24    |
| Moreno             | 0:25    |
| Eva Grimaldi       | 0:26    |
| Simone Susinna     | 0:32    |
| Raz Degan          | 0:36    |
| Samantha de Grenet | 0:45    |
| Malena             | 0:56    |

## Ascolti
| Puntata    | Messa in onda    | Telespettatori | Share  |
| ---------- | ---------------- | -------------- | ------ |
| 1          | 31 gennaio 2017  | 4 151 000      | 21,95% |
| 2          | 6 febbraio 2017  | 3 780 000      | 18,88% |
| 3          | 13 febbraio 2017 | 3 581 000      | 18,42% |
| 4          | 20 febbraio 2017 | 3 721 000      | 19,62% |
| 5          | 28 febbraio 2017 | 4 176 000      | 21,18% |
| 6          | 7 marzo 2017     | 4 008 000      | 20,72% |
| 7          | 14 marzo 2017    | 3 826 000      | 19,68% |
| 8          | 21 marzo 2017    | 4 139 000      | 21,01% |
| 9          | 28 marzo 2017    | 4 253 000      | 22,01% |
| Semifinale | 4 aprile 2017    | 4 116 000      | 22,51% |
| Finale     | 12 aprile 2017   | 4 253 000      | 24,58% |
| Media      | Media            | 4 000 000      | 20,96% |

- Nota: La trasmissione ha raggiunto il 45% di share al momento della proclamazione del vincitore.